# Polesie Zachodnie
Polesie Zachodnie (także Polesie Podlaskie, Polesie Lubelskie) (845.1) – makroregion fizycznogeograficzny, stanowiący północno-zachodnią część Polesia (krainy, której przeważająca część znajduje się na terytorium Ukrainy i Białorusi), w lewym dorzeczu Bugu. Pod względem geologicznym należy do platformy prekambryjskiej – na północy skały prekambru są przykryte utworami jury, kredy i kenozoiku, na południu utworami paleozoiku, z karbońskimi złożami węgla kamiennego (Lubelskie Zagłębie Węglowe), a także osadami jury, kredy i kenozoiku.
Obszar w całości leży w obrębie podniesionej części kratonu wschodnioeuropejskiego. Wśród utworów powierzchniowych dominują glacjalne osady (ze zlodowaceń południowopolskiego i środkowopolskiego), a także osady akumulacji rzeczno- i jeziorno-rozlewiskowej (ze zlodowacenia północnopolskiego), zajmujące rozległe powierzchnie teras nadzalewowych.
Jest to obszar o bardzo niskich wskaźnikach odpływu rzecznego, przy relatywnie gęstej sieci wód powierzchniowych. Występowanie na powierzchni lub na małych głębokościach rozpoznanych margli wieku kredowego przyczyniło się do rozwoju na Polesiu Zachodnim zjawisk krasowych. Powstało jedyne w Polsce skupienie jezior pochodzenia krasowego lub termokrasowego na Równinie Łęczyńsko-Włodawskiej (największe jez. Uściwierz, in.: Łukcze, Bikcze, Krasne, najgłębsze – Piaseczno, 38,8 m). Znaczną powierzchnię (ponad 300 km²) zajmują torfowiska (największe Krowie Bagno oraz Bagno Bieleckie).
Największe powierzchnie zajmują gleby rdzawe i bielicowe wytworzone ze słabogliniastych i luźnych osadów glacjalnych oraz gleby gruntowo-glejowe, płowe i rdzawe rozwinięte na drobnofrakcyjnych utworach jeziorno- i rzeczno-rozlewiskowych. Duże rozprzestrzenienie mają również gleby hydrogeniczne: mady właściwe oraz gleby torfowe. Płatowo, jedynie w południowej części makroregionu, na wychodniach skał węglanowych rozwinęły się rędziny właściwe.
Typy roślinności potencjalnej są wyraźnie zróżnicowane przestrzennie. W obrębie wysoczyzn morenowych największe powierzchnie zajmują siedliska kontynentalnych borów mieszanych sosnowo-dębowych, zaś na równinach morenowych oraz równinach akumulacji jeziorno- i rzeczno-rozlewiskowej siedliska grądów subkontynentalnych w odmianie środkowopolskiej. W dnach dolin rzecznych dominującą roślinnością potencjalną są nadrzeczne łęgi wierzbowo-topolowe (Dolina Środkowego Bugu) lub jesionowo-olszowe (dopływy Bugu i Wieprza). Z kolei w rozległych obniżeniach pozadolinnych przeważają siedliska olsów środkowoeuropejskich.
Polesie Zachodnie ze względu na dużą liczbę bagien i mało żyzne gleby jest krainą dość słabo przekształconą przez człowieka. Jest tu mniej gruntów ornych niż na innych obszarach nizin środkowopolskich, więcej zaś łąk i pastwisk. Sporo tu też lasów. Na terenach suchszych rosną bory sosnowe, zaś na podmokłych terenach m.in. łęgi olchowe z rosnącą w nich głównie olchą czarną.
W 1990 utworzono na terenach Polesia leżących w Polsce Poleski Park Narodowy, gdzie żyją m.in. żółwie błotne.
Głównym miastem Polesia Lubelskiego jest Włodawa.
Polesie Zachodnie to również region historyczno-etnograficzny.